# Viator (kommunhuvudort)
Viator är en kommunhuvudort i Spanien.   Den ligger i provinsen Provincia de Almería och regionen Andalusien, i den södra delen av landet, 400 km söder om huvudstaden Madrid. Viator ligger 75 meter över havet och antalet invånare är 3 945.
Terrängen runt Viator är kuperad åt nordväst, men åt sydost är den platt.Runt Viator är det tätbefolkat, med 570 invånare per kvadratkilometer. Närmaste större samhälle är Almería, 6,5 km sydväst om Viator. Omgivningarna runt Viator är i huvudsak ett öppet busklandskap.